# قفل منطقه‌ای
قفل منطقه ای (به انگلیسی: Regional Lockout) یک نرم‌افزار، کد، چیپ یا سد فیزیکی است که به منظور محدود کردن استفاده از آثار چندرسانه‌ای مانند فیلم، بازی ویدئویی یا دستگاه‌های الکترونیکی مربوط به یک منطقه، در مناطق دیگر است.

## صنعت فیلم
از دهه اول قرن بیست و یکم، بیشتر فیلم‌ها و مجموعه‌هایی که بر روی دیسک‌های دی‌وی‌دی، بلو ری و یو ام دی و برای پخش در شبکه خانگی منتشر می‌شوند، دارای قفل منطقه‌ای هستند.

## صنعت بازی‌های ویدئویی
در صنعت بازی‌های ویدئویی، قفل منطقه‌ای ابتدا بر روی سیستم‌ها و کنسول‌های بازی اعمال می‌شود و بر هر منطقه جهانی، کنسول‌های مربوط به آن منطقه ساخته می‌شود، و سپس در طول یک نسل از بازی‌های ویدئویی، بازی‌ها برای هر منطقه به‌طور جداگانه منتشر می‌شود و گاهی حتی بازی ای برای یک منطقه عرضه نمی‌شود.
مناطق مربوط به بازی‌های ویدئویی اغلب به صورت‌های زیر از هم جدا می‌شوند و این گونه بیان می‌شوند:
- ژاپن و آسیا (NTSC-J)
- آمریکای شمالی (NTSC-U/C)
- اروپا، استرالیا و اقیانوسیه (PAL)
- چین (NTSC-C)